# Richebourg (Paso de Calais)
 Richebourg  es una población y comuna francesa, situada en la región de Norte-Paso de Calais, departamento de Paso de Calais, en el distrito de Béthune y cantón de Cambrin.

## Demografía
| 1637 | 1631 | 1619 | 2006 | 2463 | 2484 |
| Para los censos de 1962 a 1999 la población legal corresponde a la población sin duplicidades (Fuente: INSEE [Consultar]) |      |      |      |      |      |